# Edward Norton
Edward Harrison Norton, född 18 augusti 1969 i Boston, Massachusetts, är en amerikansk skådespelare och filmregissör.
Edward Norton belönades med en Golden Globe för bästa manliga biroll, för rollen i debutfilmen Primal Fear (1996), en roll som han också Oscarnominerades för. Norton Oscarnominerades även för sin prestation i filmen American History X (1998), där han spelade Derek, en man som i ilska över att fadern mördats går med i en nynazistisk rörelse.
Norton är sedan 2012 gift med den kanadensiska filmproducenten Shauna Robertson. Norton är ättling till Pocahontas.

## Filmografi i urval
- 1996 – Alla säger I Love You
- 1996 – Primal Fear
- 1996 – Larry Flynt – skandalernas man
- 1998 – American History X
- 1998 – Rounders – Sista spelet
- 1999 – Fight Club
- 2000 – Tro, hopp, kärlek (även regi)
- 2000 – Simpsons (gäströst i TV-serie, avsnittet "The Great Money Caper")
- 2001 – The Score
- 2002 – 25th Hour (även producent)
- 2002 – Frida
- 2002 – Röd drake
- 2002 – Death to Smoochy
- 2003 – The Italian Job
- 2004 – After the Sunset
- 2005 – Down in the Valley
- 2005 – Kingdom of Heaven
- 2006 – Illusionisten
- 2006 – Kärlekens slöja
- 2008 – The Incredible Hulk
- 2008 – Pride and Glory
- 2009 – The Invention of Lying
- 2009 – Leaves of Grass
- 2009 – Modern Family (gästroll i TV-serie, avsnittet "Great Expectations")
- 2010 – Stone
- 2012 – The Dictator
- 2012 – Moonrise Kingdom
- 2012 – The Bourne Legacy
- 2013 – Simpsons (gäströst i TV-serie, "Pulpit Friction")
- 2014 – The Grand Budapest Hotel
- 2014 – Birdman
- 2016 – Sausage Party (röst)
- 2016 – Skönheten i allt
- 2018 – Isle of Dogs (röst)
- 2022 – Glass Onion: A Knives Out Mystery
- 2023 – Extrapolations (TV-serie)
- 2023 – Asteroid City
- 2024 – A Complete Unknown